# 80条バス運行事業者一覧
80条バス運行事業者一覧（80じょうバスうんこうじぎょうしゃいちらん）では、道路運送法79条に基づく国土交通省の登録を得て、自家用自動車（白ナンバー車）による自家用有償旅客運送（旧80条バス）を行う、もしくは過去に行っていた日本の地方自治体等の運行事業者を、地域別に一覧記事とする。
なお「80条バス」の呼称については、2006年の道路運送法改正により同法80条がレンタカー関連となり、自家用バスを使用する自家用有償旅客運送関連の条文は78条・79条へ変更されたが、その後も「78条バス・79条バス」等の語はあまり用いられず「旧80条バス」と呼ばれることが多いため、本項では暫定的に「80条バス」の呼称を用いる。

## 現存事業者

### 北海道

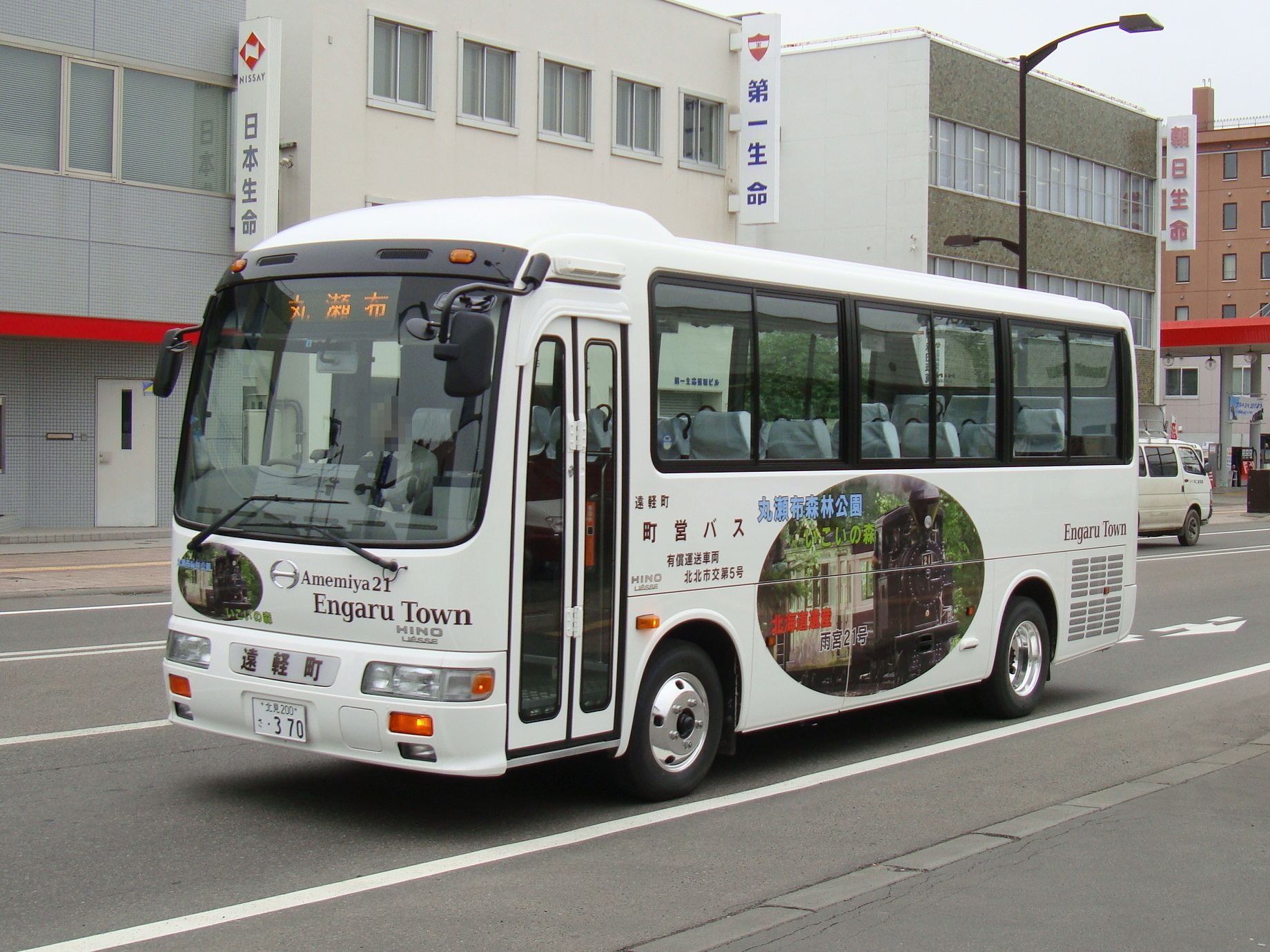
遠軽町営バス

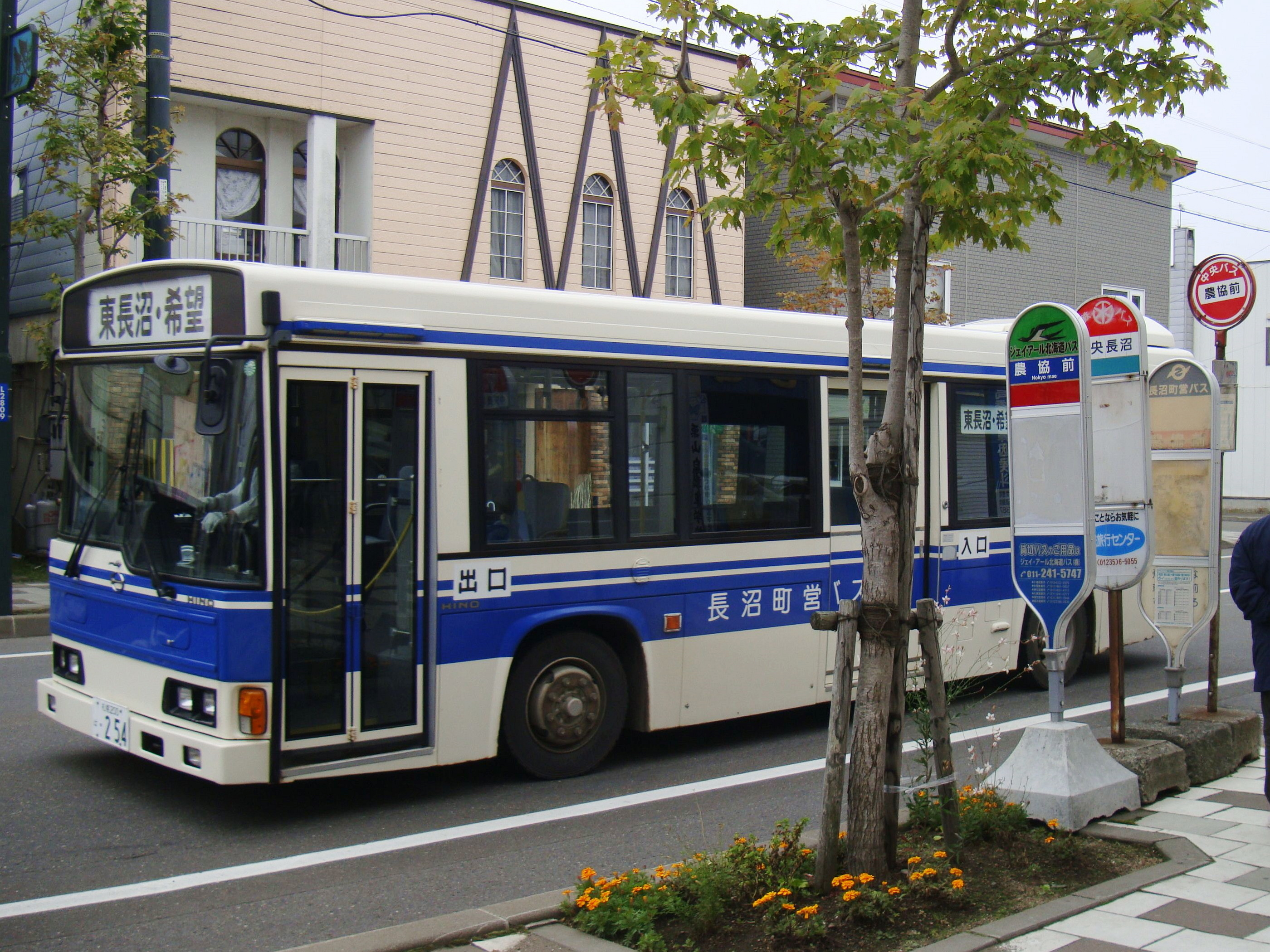
長沼町営バス

- 西興部村 - 西興部村営バス
- 湧別町 - 湧別町営バス
- 遠軽町 - 遠軽町営バス
- 津別町 - 津別町営バス
- 標茶町 - 標茶町有バス
- 美唄市 - 美唄市民バス
- 三笠市 - 三笠市営バス
- 栗山町 - 栗山町営バス
- 長沼町 - 長沼町営バス
- 新篠津村 - 新篠津村営バス

### 東北

#### 青森県
- 外ヶ浜町 - 外ヶ浜町営バス
- 今別町 - 今別町巡回バス
- 七戸町 - 七戸町コミュニティバス
- 六戸町 - 六戸町民バス

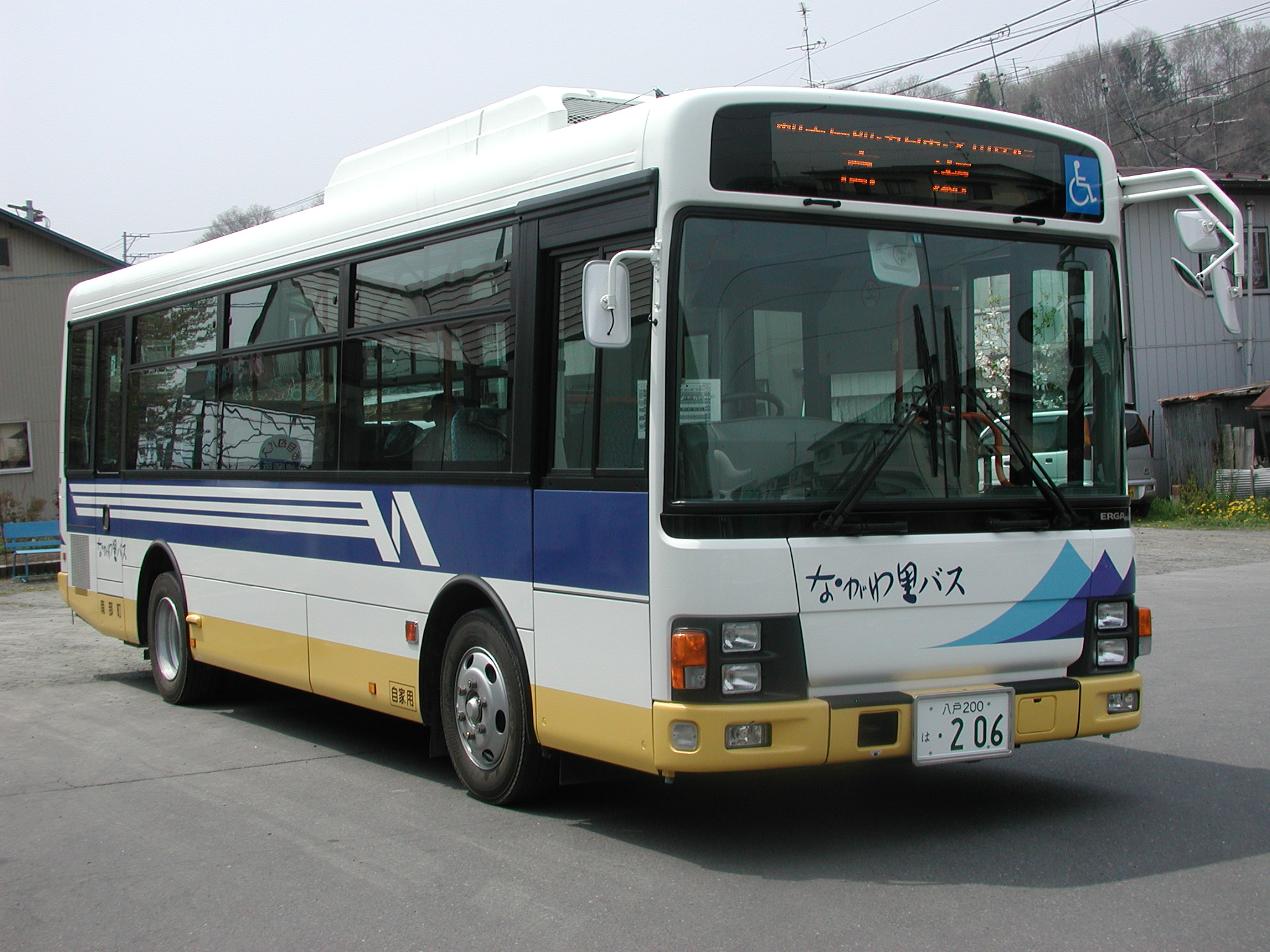
南部町「なんぶ里バス」
運行は南部バス三戸営業所へ委託

- 南部町 - ながわ里バス（旧名川町地区、旧称：ながわ里バス）

#### 岩手県
- 奥州市 - 奥州市営バス（江刺地区）[1]
- 北上市 - 北上市拠点間交通[2][1]
- 一関市 - 一関市営バス[1]
- 住田町 - 住田町コミュニティバス[1]
- 洋野町 - 洋野町営バス[1]
- 二戸市 - 二戸市バス[1]
- 宮古市 - 川井村営バス（旧川井村地区）[1]
- 野田村 - 野田村営バス

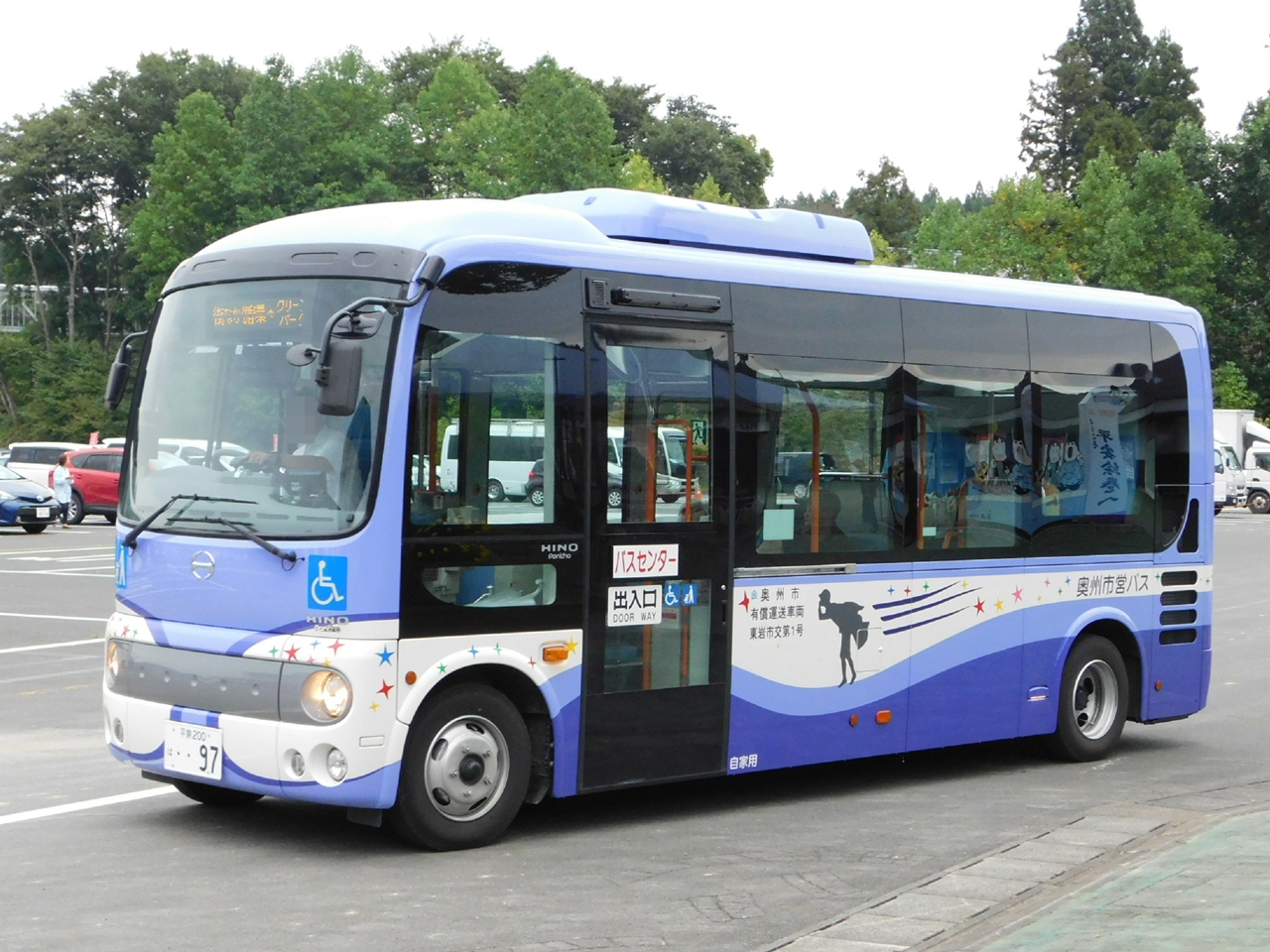
奥州市営バス（2019年9月撮影）
運行は岩手県交通胆江営業所へ委託

- 花巻市 - 東和町総合サービス公社（東和地区）
- 普代村 - 普代村営バス
- 田野畑村 - 田野畑村営バス（民間事業者へ運行委託）
- 岩手町 - 岩手町生活交通「あいあいバス・あいあいタクシー」[3][1] - 2017年10月3日運行開始[4]
- 軽米町 - 軽米町民バス[5][1]
- 遠野市 - 遠野市営バス[1]（宮守地区）- 民間事業者へ運行委託[6]
- 西和賀町 - 西和賀町町民バス[7][1] - 2018年10月1日運行開始[8]
- 八幡平市 - 八幡平市コミュニティバス[9][1]
- 平泉町 - 平泉町コミュニティバス[1] - 2021年6月実証運行開始[10][11][12]
- 山田町 - やまだコミバス[13][1]

#### 宮城県

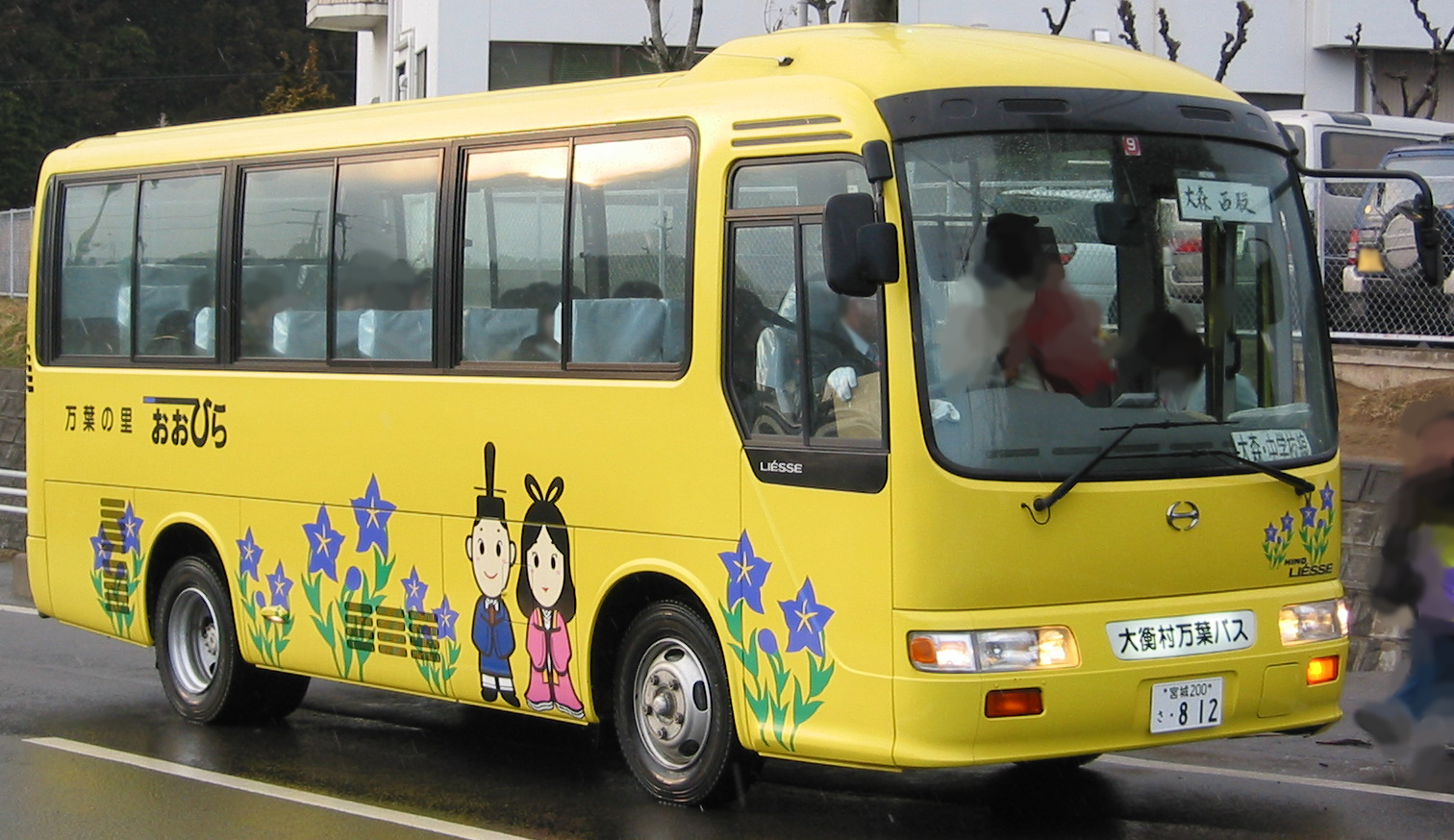
大衡村「万葉バス」
運行はミヤコーバス吉岡営業所へ委託

- 南三陸町 - 南三陸町町民バス
- 大崎市 - 大崎市民バス
- 松島町 - 松島町営バス
- 大衡村 - 万葉バス
- 大和町 - 大和町町民バス
- 大郷町 - 大郷町住民バス
- 利府町 - 利府町民バス
- 川崎町 - かわさき町民バス
- 岩沼市 - 岩沼市民バス
- 亘理町 - 亘理町町民乗合自動車
- 山元町 - 山元町町民バス
- 白石市 - 白石市民バス
- 七ヶ宿町 - 七ヶ宿町町営バス
- おおさと地域振興公社 - 大郷町住民バス
- 加美町 - 加美町住民バス[14]
- 石巻市 - 牡鹿地区市民バス[15]

#### 秋田県
- 仙北市 - 仙北市民バス
- 小坂町 - 小坂町営バス
- 由利本荘市 - 由利本荘市コミュニティバス（岩城地域コミュニティバスなど7地域）[16][17]
- 上小阿仁村 - 上小阿仁村有償運送「こあに号」[18]
- 三種町 - 三種町ふれあいバス・巡回バス[19]

#### 山形県
- 遊佐町 - 遊佐町営バス
- 酒田市 - 酒田市福祉乗合バス
- 庄内町 - 庄内町営バス

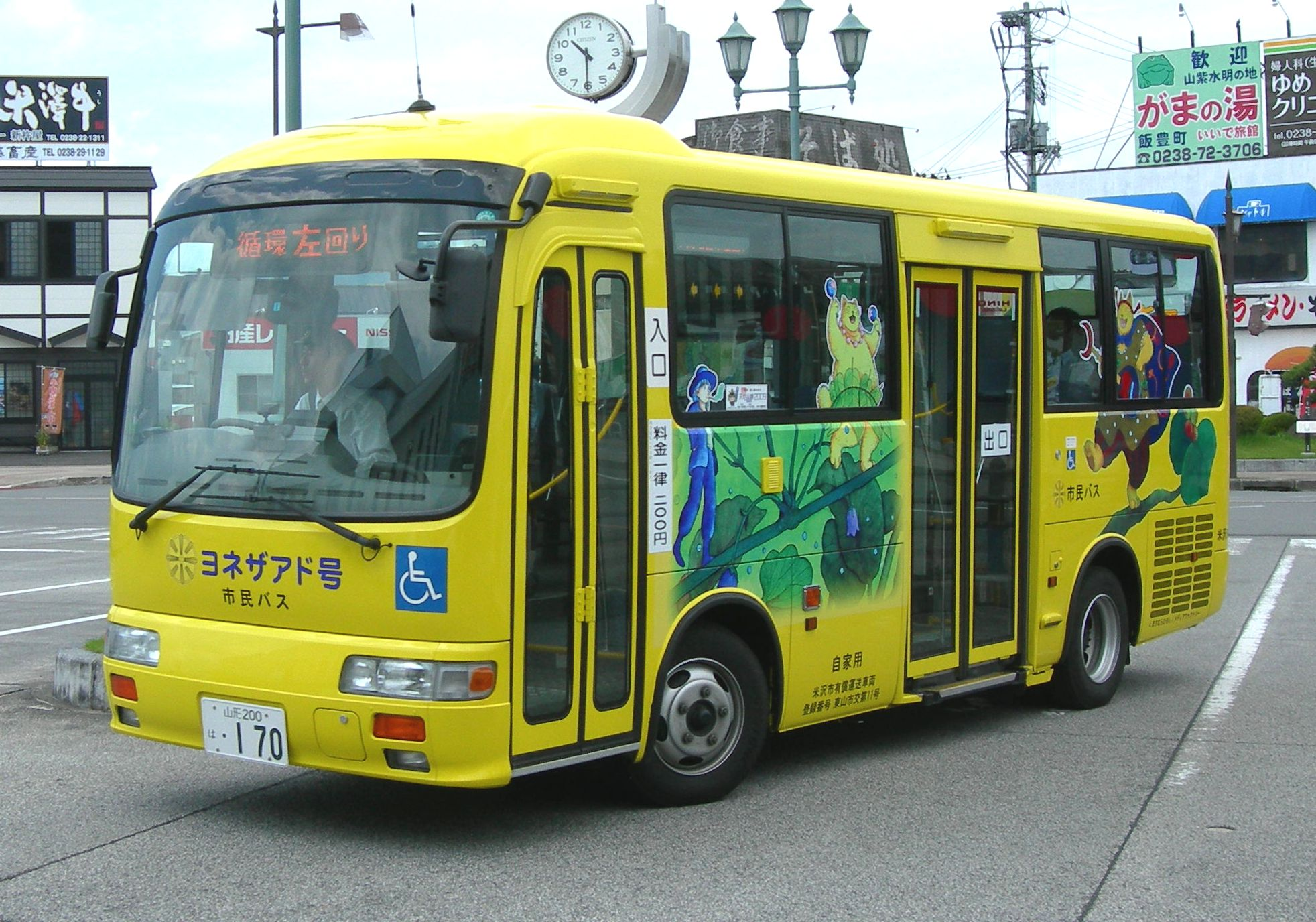
米沢市市民バス「ヨネザアド号」

- 鶴岡市 - 羽黒町路線バス、櫛引地区スクールバス
- 戸沢村 - 戸沢村路線バス
- 金山町 - 金山町路線バス
- 真室川町 - 真室川町路線バス
- 新庄市 - 新庄市市営バス
- 最上町 - 最上町営バス
- 舟形町 - 舟形町営バス
- 尾花沢市 - 尾花沢市路線バス
- 河北町 - 河北町路線バス
- 西川町 - 西川町路線バス
- 大江町 - 大江町営バス (山形県)
- 中山町 - 中山町町営バス
- 山辺町 - やまのべコミュニティバス
- 上山市 - 上山市営バス
- 白鷹町 - 白鷹町スクールバス
- 長井市 - 長井市営バス
- 川西町 - 川西町営バス
- 米沢市 - 米沢市市民バス
- 小国町 - 小国町営バス
- 大蔵村 - 大蔵村営バス[20]

#### 福島県
- 葛尾村 - 葛尾村営バス
- 広野町 - 広野町民バス
- 本宮市 - 本宮市巡回バス
- 三春町 - 三春町町営バス
- 鮫川村 - 鮫川村村営バス
- 白河市 - 大信地域自主運行バス
- 西会津町 - 西会津町民バス
- 柳津町
- 三島町 - 三島町営バス
- 金山町 - 金山町町営バス

### 関東

#### 茨城県
- 結城市 - 結城市巡回バス[21]

#### 栃木県
- 那須町 - 那須町民バス[22]
- 大田原市 - 大田原市営バス[22]
- 那須烏山市 - 那須烏山市営バス[22]
- 矢板市 - 矢板市営バス[22]
- 日光市 - 日光市営バス[22]
- 塩谷町 - 塩谷町営バス
- さくら市 - さくら市営バス

#### 群馬県
- 高崎市 - よしいバス（旧吉井町地区）[22]
- 下仁田町 - しもにたバス[22]
- みなかみ町 - みなかみ町営バス
- 南牧村 - 南牧バス

#### 埼玉県

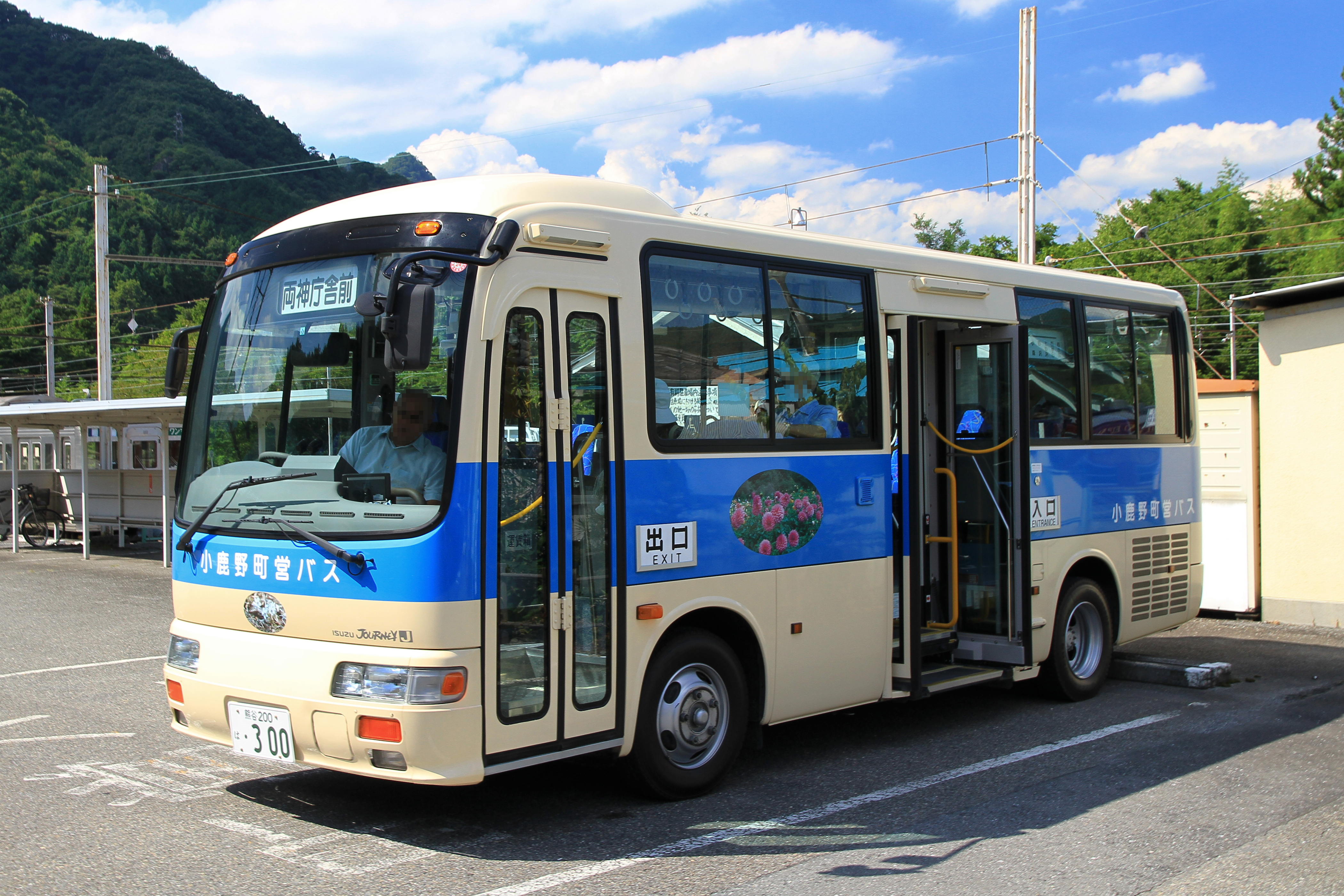
小鹿野町営バス

- 秩父市 - 秩父市営バス[22]
- 小鹿野町 - 小鹿野町営バス[22]
- 皆野町 - 皆野町営バス
- 神川町 - 神川町営バス[23]

#### 千葉県
- 神崎町 - 神崎町循環バス[22]
- 南房総市 - 南房総市営バス

#### 東京都

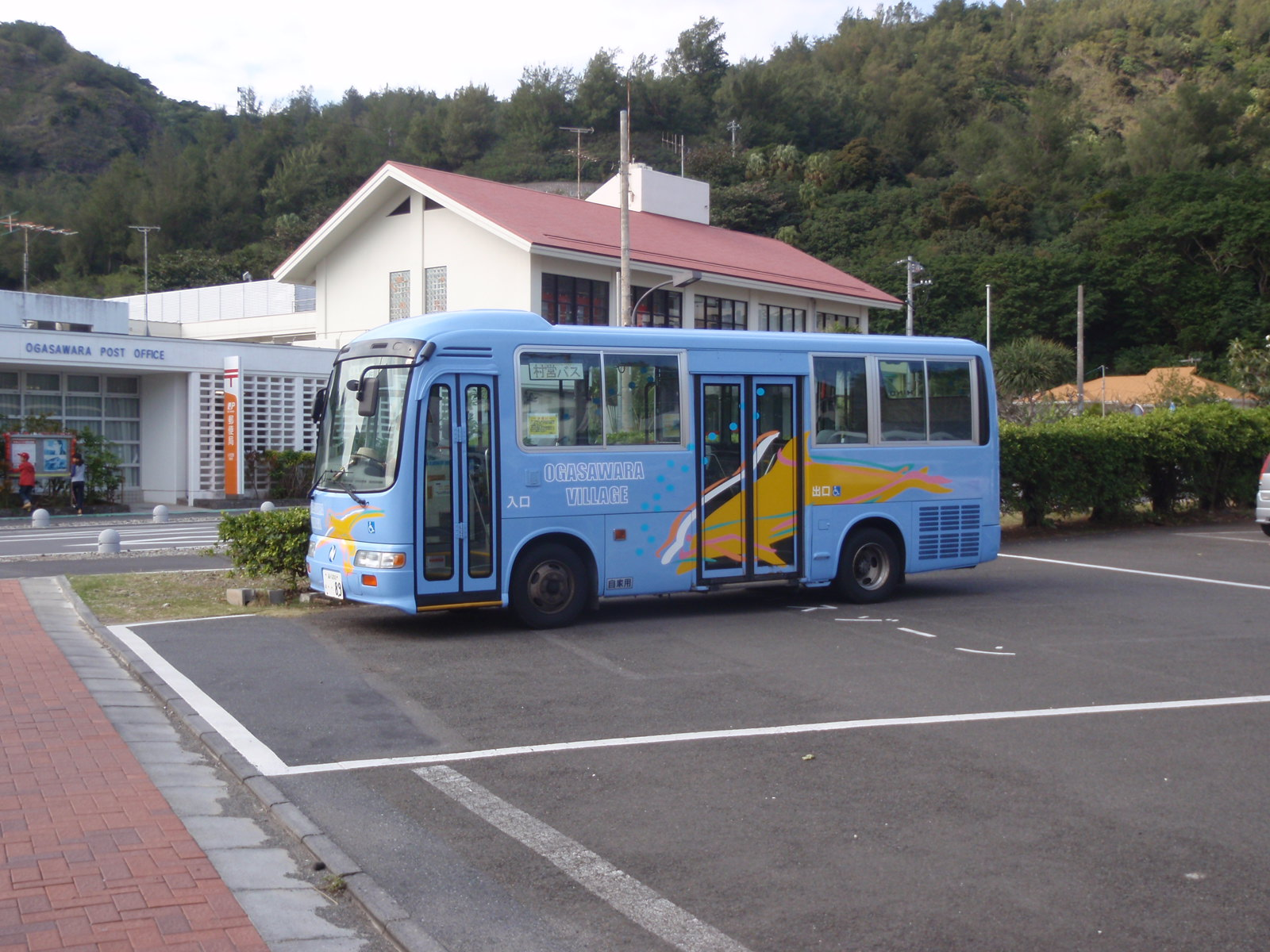
小笠原村営バス

- 神津島村 - 神津島村営バス[22]
- 小笠原村 - 小笠原村営バス[22]

#### 山梨県
- 北杜市 - 北杜市民バス
- 身延町 - 身延町営バス
- 南部町 - 南部町営バス
- 富士川町 - 富士川町コミュニティバス - 山梨交通（鰍沢営業所）に運行委託[24]
- 市川三郷町 - 市川三郷町コミュニティバス[25]

### 中部

#### 長野県
- 長野市 - 長野市営バス
- 青木村 - 青木村営バス
- 川上村 - 川上村営バス
- 筑北村 - 筑北村営バス
- 麻績村 - 麻績村営バス
- 大町市 - 大町市民バス
- 池田町 - 池田町営バス
- 生坂村 - 生坂村営バス
- 朝日村 - 朝日村営バス
- 辰野町 - 辰野町営バス

#### 新潟県
- 新発田市 - 新発田市コミュニティバス

#### 富山県
- 魚津市 - 魚津市民バス
- 小矢部市 - 小矢部市営バス
- 入善町 - 入善町営バス

#### 石川県
- 七尾市 - 七尾市コミュニティバス（やまびこ号のみ）

#### 福井県
- 大野市 - 大野市営バス

#### 静岡県
- 静岡市 - 井川地区自主運行バス
- 藤枝市 - 藤枝市自主運行バス
- 浜松市 - 浜松市自主運行バス

#### 愛知県
- おでかけ北設 - 東栄町、豊根村、設楽町の各町村営バス
- 新城市 - 新城市Sバス（旧鳳来町・作手村）

#### 岐阜県
- 安八町 - 安八コミュニティバス
- 笠松町 - 笠松町公共施設巡回町民バス
- 郡上市 - 郡上市自主運行バス
- 七宗町 - 七宗町営バス
- 池田町 - 池田町コミュニティバス

#### 三重県
- 木曽岬町 - 木曽岬町自主運行バス
- 松阪市 - 飯南コミュニティバス
- 大台町 - 大台町営バス
- 尾鷲市 - 尾鷲市ふれあいバス（実証運行）

### 近畿

#### 滋賀県
- 長浜市 - 湖北コミュニティバス（湖北地域）、西浅井コミュニティバス（西浅井地域）
- 高島市 - 高島市コミュニティバス
- 野洲市 - 野洲市コミュニティバス
- 近江八幡市 - あかこんバス

#### 京都府
- 京丹後市 - 京丹後市営バス
- 舞鶴市 - 舞鶴市内自主運行バス
  - 岡田上バス（岡田上バス運行協議会）
  - 岡田中バス（岡田中バス運行協議会）
  - 池内バス（池内バス運行協議会）
  - 青井校区バス（青井校区協議会）
  - 西大浦バス（西大浦協議会）
  - 多門院バス（多門院協議会）
  - 杉山・登尾バス（杉山・登尾協議会）
- 福知山市
  - 福知山市営バス
    - 大江バス（旧大江町営バス）
    - 三和バス（旧三和町営バス）
    - 夜久野バス（旧夜久野町営バス）

  - 福知山市内自主運行バス
    - 三岳バス運行協議会
    - 庵我バス運行協議会
    - 中六人部バス運行協議会
- 京丹波町 - 京丹波町町営バス
- 南丹市 - 南丹市営バス
- 京都市（右京区）
  - 旧京北町域 - 京北ふるさとバス（きょうと京北ふるさと公社）
  - 水尾地区 - 水尾自治会バス
- 木津川市 - 加茂地域コミュニティバス
- 和束町 - 和束町営バス

#### 大阪府
- 太子町 - 太子のってこバス
- 河南町 - カナちゃんバス・金剛ふるさとバス（4市町村コミバス）
- 千早赤阪村 - 千早赤阪村営バス・金剛ふるさとバス（4市町村コミバス）
金剛ふるさとバスは上記3町村および富田林市の運営で4条路線（近鉄バス・南海バス）と自家用有償旅客運送の併用

#### 兵庫県
- 新温泉町 - 夢つばめ
- 豊岡市 - イナカー
- 養父市 - 養父市コミュニティバス（宿南・建屋地区）
- 淡路市 - 淡路市生活観光バス路線、岩屋コミバス、淡路市長沢ミニバス[26][27]

#### 奈良県
- 明日香村 - かめバス
- 宇陀市 - 宇陀市営有償バス
- 御所市 - 御所市コミュニティバス
- 吉野町 - スマイルバス (吉野町)
- 川上村 - やまぶきバス
- 五條市 - 五條市コミュニティバス
- 十津川村 - 十津川村営バス
- 野迫川村 - 野迫川村営バス

#### 和歌山県
- 田辺市 - 田辺市住民バス
- 古座川町 - 古座川町ふるさとバス
- 那智勝浦町 - 那智勝浦町営バス
- 太地町 - 太地町町営じゅんかんバス
- 北山村 - 北山村営バス

### 中国

#### 鳥取県
- 岩美町 - 岩美町営バス
- 鳥取市 - 鳥取市気高循環バス、鳥取市福部循環バス
- 八頭町 - 八頭町営バス
- 若桜町 - 若桜町営バス
- 三朝町 - みささサンサンバス
- 琴浦町 - 琴浦町営バス
- 大山町 - 大山町営巡回バス
- 境港市 - はまるーぷバス
- 伯耆町 - 伯耆町型バス事業
- 江府町 - 江府町営バス
- 日野町 - 日野町営バス (鳥取県)
- 南部町 - 南部町ふれあいバス
- 日南町 - 日南町営バス

#### 島根県
- 安来市 - 安来市広域生活バス
- 松江市 - 松江市コミュニティバス
- 出雲市 - 平田生活バス、多伎循環バス、出雲市佐田町スクールバス
- 雲南市 - 雲南市民バス
- 飯南町 - 飯南町生活路線バス
- 大田市 - 大田市生活バス
- 美郷町 - 美郷町スクールバス
- 川本町 - 川本町スクールバス
- 邑南町 - 邑南町営バス
- 江津市 - 江津市生活バス
- 浜田市 - 浜田市営バス
- 益田市 - 益田市生活バス
- 津和野町 - 津和野町営バス
- 隠岐の島町 - 隠岐の島町公営バス
- 西ノ島町 - 西ノ島町営バス

#### 岡山県
- 美作市 - 美作市営バス
- 奈義町 - なぎバス
- 美咲町 - 旭川さくらバス
- 津山・西川線共同バス運行対策協議会 - あさひチェリーバス
- 津山・柵原・吉井線共同バス運行対策協議会 - 柵原星のふる里バス
- 津山・富線共同バス運行対策協議会 - おおぞらバス
- 鏡野町 - かがみの町営バス
- 真庭市 - 真庭市コミュニティバス
- 瀬戸内市 - 瀬戸内市営バス
- 備前市 - 備前市営バス
- 和気町 - 和気町営バス
- 赤磐市 - 赤磐市民バス
- 吉備中央町 - 吉備中央町バス有償運行
- 高梁市 - 高梁市生活福祉バス
- 新見市 - 新見市営バス
- 井原市 - 井原あいあいバス（芳井・美星地区）

#### 広島県
- 尾道市 - 尾道市百島町定期輸送車（百島地区）、尾道市因島定期輸送車（因島地区）
- 神石高原町 - 神石高原町町営バス
- 庄原市 - 庄原市営バス[28]
- 坂町 - 坂町循環バス
- 北広島町 - 北広島町営バス
- 大崎上島町 - おと姫バス

#### 山口県
- 和木町 - 和木町コミュニティバス
- 岩国市 - 岩国市生活交通バス
- 周防大島町 - スクールバス白木線
- 上関町 - 上関町営バス
- 光市 - 光市営バス
- 山口市 - 山口市阿東生活バス
- 宇部市 - 宇部市生活交通バス
- 下関市 - 下関市生活バス

### 四国

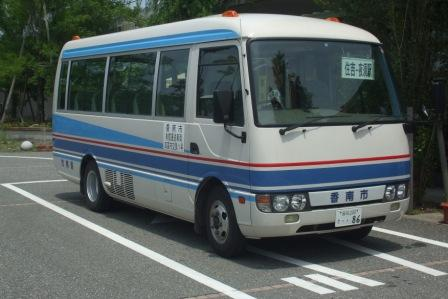
香南市営バス（高知県香南市）

#### 徳島県
- 鳴門市 - 鳴門市営バス
- 三好市 - 三好市営バス

#### 香川県
- 三木町 - 三木町コミュニティバス
- 坂出市 - 坂出市営バス
- 三豊市 - 三豊市コミュニティバス
- 観音寺市 - 観音寺市のりあいバス

#### 愛媛県
- 新居浜市 - 別子山地域バス
- 久万高原町 - 久万高原町営バス
- 愛南町 - 愛南町コミュニティバス
- 上島町 - 上島町有バス

#### 高知県
- 香南市 - 香南市営バス[29]

### 九州・沖縄

#### 福岡県

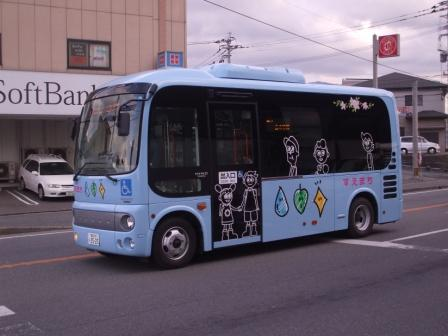
須恵町コミュニティバス

- 豊前市 - 豊前市バス
- 川崎町 - ふれあいバス (川崎町)
- 添田町 - 添田町バス
- 芦屋町 - 芦屋町タウンバス
- 遠賀町 - 遠賀町コミュニティバス
- 須恵町 - 須恵町コミュニティバス
- うきは市 - うきはバス
- 柳川市 - 柳川市コミュニティバス
- みやま市 - みやま市コミュニティバス
- 筑紫野市 - 御笠自治会バス
- 朝倉市 - あいのりスクールバス[30]

#### 佐賀県
- 多久市 - ふれあいバス (多久市)
- 小城市 - 市内巡回バス (小城市)

#### 長崎県
- 東彼杵町 - 東彼杵町営バス
- 対馬市 - 対馬市営バス

#### 熊本県
- 甲佐町 - 甲佐町営バス
- 山都町 - 山都ふれあいバス
- 球磨村 - 球磨村コミュニティバス

#### 大分県
- 中津市 - 中津市山国バス
- 杵築市 - 杵築市コミュニティバス
- 佐伯市 - 佐伯市コミュニティバス
- 九重町 - 九重町コミュニティバス
- 日田市 - 日田市営バス
- 豊後大野市 - 豊後大野市コミュニティバス

#### 宮崎県
- 五ヶ瀬町 - 五ヶ瀬町コミュニティバス
- 高千穂町 - ふれあいバス (高千穂町)
- 日之影町 - 日之影町コミュニティバス
- 椎葉村 - 椎葉村営バス
- 日向市 - ぷらっとバス
- 木城町 - 木城町営バス
- 西米良村 - 西米良村営バス
- 小林市 - 小林市コミュニティバス
- 三股町 - 三股町コミュニティバス
- 日南市 - 日南市コミュニティバス
- 串間市 - 串間市コミュニティバス

#### 鹿児島県
- 長島町 - 獅子島乗合バス
- 霧島市 - ふれあいバス (霧島市)#霧島市乗合自動車運送事業（旧・福山町乗合自動車運送事業）

#### 沖縄県
- 久米島町 - 久米島町営バス
- 国頭村 - 国頭村営バス
- 粟国村 - 粟国村コミュニティバス「アニー号」[31][32]
- 伊平屋村 - 伊平屋村コミュニティバス[33]
- 座間味村 - 座間味村営バス[34]
- 多良間村 - 多良間村有償バス[35]

## かつて運行していた事業者

### 北海道・東北

#### 北海道
- 猿払村 - 天北線 (宗谷バス)#猿払村を参照
- 佐呂間町 - 佐呂間町ふれあいバス
- 下川町 - 下川町営バス
- 上湧別町 - 上湧別町営バス

### 東北

#### 青森県
- 三厩村 - 外ヶ浜町営バス#三厩地区
- 平舘村 - 外ヶ浜町営バス#平舘地区
- 蟹田町 - 外ヶ浜町営バス#蟹田地区
- 名川町 - ながわ里バス

#### 岩手県
- 種市町 - 洋野町営バス
- 川井村 - 川井村営バス
- 三陸町 - 三陸町営バス
- 東和町 - 東和町総合サービス公社
- 江刺市 - 奥州市営バス
- 一関市 - 一関市営バス（旧千厩町・大東町・室根村）

### 関東

#### 栃木県
- 黒羽町 - 大田原市営バス
- 那珂川町 - 那珂川町営バス（旧馬頭町含む）
- 那須烏山市 - 那須烏山市営バス（旧烏山町含む）
- 喜連川町 - さくら市営バス
- 茂木町 - 茂木町営バス
- 日光市 - 日光市営バス（旧栗山村・足尾町）
- 佐野市 - 佐野市生活路線バス（旧葛生町・田沼町）
- 鹿沼市 - 鹿沼市民バス（旧粟野町）

#### 埼玉県
- 横瀬町 - ブコーさん号
- 吉川市 - さわやか市民バス
- 松伏町 - 松伏町循環バス（廃止）
- ときがわ町 - 都幾川村と玉川村の合併に伴いときがわ町営バスへ移行 → ときがわ町路線バス（イーグルバスの一般路線化）
  - 都幾川村 - 都幾川村営バス
  - 玉川村 - 玉川村営バス
- 東秩父村 - 東秩父村営バス → 東秩父村路線バス（イーグルバスの一般路線化）
- 大里町 - ひまわり号 → 熊谷市への合併に伴いゆうゆうバスへ移行
- 両神村 - 両神村営バス → 小鹿野町への合併に伴い小鹿野町営バスへ移行
- 神泉村 - 神泉村営バス → 神川町への合併に伴い神川町営バスへ移行
- 大利根町（現：加須市） - 大利根町営循環バス（廃止）

#### 神奈川県
- 藤野町 - 藤野町営バス → 相模原市への合併に伴い津久井神奈交バスの一般路線へ移行

#### 山梨県
- 甲府市 - 宮本地区買物・通院等送迎コミュニティバス
- 鰍沢町 - 鰍沢町営バス
- 増穂町 - 増穂町営バス

### 中部

#### 長野県
- 信州新町 - 信州新町町営バス
- 信州新町 - 信州新町町営バス
- 信州新町 - 信州新町町営バス

#### 愛知県
- 東郷町 - 東郷町巡回バス - 道路運送法第4条による運行へ移行

#### 岐阜県
- 根尾村 - 根尾地域自主運行バス
- 本巣市 - 根尾地域自主運行バス
- 信州新町 - 信州新町町営バス

### 近畿

#### 滋賀県
- 湖北町 - 湖北コミュニティバス
- 西浅井町 - 西浅井コミュニティバス
- 朽木村 - 高島市コミュニティバス

#### 京都府
- 福知山市 - 福知山市営バス（旧大江町・夜久野町・三和町）
- 京丹後市 - 京丹後市営バス（旧久美浜町・弥栄町）
- 京丹波町 - 京丹波町町営バス（旧和知町・瑞穂町・日吉町
- 美山町 - 南丹市営バス
- 伊根町 - 伊根町営バス
- 綾部市 - あやべ市民バス#綾部市営バス
- 加茂町 - 加茂地域コミュニティバス
- 京北町 - きょうと京北ふるさと公社
- 上宮津バス運行協議会

#### 兵庫県
- 関宮町 - 養父市コミュニティバス#関宮町営バス
- 竹野町 - イナカー#竹野町町営バス
- 浜坂町 - 夢つばめ#浜坂町営バス

#### 奈良県
- 大宇陀町 - 宇陀市営有償バス
- 御杖村 - 御杖ふれあいバス

#### 和歌山県
- 田辺市 - 田辺市住民バス（旧中辺路町・本宮町）

### 中国

#### 鳥取県
- 名和町 - 大山町営巡回バス
- 智頭町 - 智頭町民すぎっ子バス

#### 島根県
- 安来市 - 安来市広域生活バス（安来能義広域行政組合）
- 東出雲町 - 東出雲町生活路線バス
- 平田市 - 平田生活バス
- 佐田町 - 出雲市佐田町スクールバス
- 多伎町 - 多伎循環バス
- 飯南町 - 飯南町生活路線バス（旧頓原町・赤来町含む）
- 邑南町 - 邑南町営バス（旧羽須美村・瑞穂町・石見町含む）
- 温泉津町 - 大田市生活バス
- 邑智町 - 美郷町スクールバス
- 桜江町 - 江津市生活路線代替バス#江津市立桜江中学校スクールバス
- 浜田市 - 浜田市営バス（旧旭町・三隅町含む）
- 匹見町 - 益田市匹見過疎バス
- 日原町 - 津和野町営バス#日原町営バス
- 柿木村 - 吉賀町スクールバス
- 都万村 - 隠岐の島町公営バス

#### 岡山県
- 美作市 - 美作市営バス（旧美作町・作東町・英田町・勝田町）
- 柵原町 - 柵原星のふる里バス（旧美咲町を含む）
- 阿波村 - 津山市営阿波バス
- 加茂町 - 加茂町 (岡山県)#バス
- 北房町 - 真庭市コミュニティバス#北房町営バス
- 中和村 - 真庭市コミュニティバス#中和村営バス
- 吉永町 - 備前市営バス
- 熊山町 - 赤磐市民バス#熊山町営バス（赤磐市営バス）
- 吉井町 - 赤磐市民バス#吉井町営バス（赤磐市営バス）
- 佐伯町 - 和気町福祉バス
- 瀬戸町 - 瀬戸町営バス (岡山県)
- 建部町 - 建部町生活バス（建部町、岡山市）
- 賀陽町 - 吉備中央町バス有償運行
- 備中町 - 高梁市生活福祉バス
- 大佐町 - 新見市営バス#大佐町ふれあいバス
- 神郷町 - 新見市営バス#神郷町営バス
- 哲多町 - 新見市営バス#哲多町営バス
- 哲西町 - 新見市営バス#哲西町営バス
- 美星町 - 井原あいあいバス#美星町営バス

#### 広島県
- 御調町 - 御調町定期輸送車
- 北広島町 - 北広島町営バス（旧千代田町・大朝町を含む）
- 倉橋町 - 倉橋町営バス
- 下蒲刈町 - 下蒲刈町営バス
- 蒲刈町 - 蒲刈町営バス
- 因島市 - 尾道市因島定期輸送車

#### 山口県
- 錦町 - 岩国市営錦バス
- 美川町 - 岩国市営美川バス
- 本郷村 - 岩国市営らかん清流バス
- 美和町 - 岩国市営美和バス
- 周東町 - 岩国市営周東バス
- 大和町 - 光市営バス
- 須佐町 - 須佐町営バス
- 徳地町 - 徳地町営バス
- 阿東町 - 山口市阿東生活バス
- 阿知須町 - 阿知須地域バス
- 菊川町 - 下関市生活バス#菊川町生活福祉バス
- 豊浦町 - 下関市生活バス#豊浦町営バス

### 四国

#### 愛媛県
- 柳谷村 - 久万高原町営バス
- 中山町 - 伊予市営過疎バス
- 伊予市 - 伊予市営過疎バス
- 弓削町 - 上島町有バス

### 九州

#### 福岡県
- 嘉麻市 - 嘉麻市バス（旧山田市・嘉穂町）
- 八女市 - 八女市福祉バス

#### 長崎県
- 江迎町 - 江迎町巡回バス
- 大島村 - 大島村有償バス
- 若松町 - 新上五島町スクールバス
- 上対馬町 - 対馬市営バス#対馬市スクールバス唐舟志線

#### 大分県
- 山国町 - 中津市山国バス
- 直川村 - 佐伯市コミュニティバス#佐伯市営マイクロワンマン自動車
- 日田市 - 日田市営バス（旧上津江村・中津江村）
- 豊後大野市 - 豊後大野市コミュニティバス（旧緒方町・大野町・清川村・朝地町）

#### 宮崎県
- 西都市 - 西都市営バス
- 南郷町 - 日南市コミュニティバス

#### 鹿児島県
- 福山町 - ふれあいバス (霧島市)#霧島市乗合自動車運送事業（旧・福山町乗合自動車運送事業）
- 東町 - 獅子島乗合バス
- 加治木町 - 加治木町乗合自動車

#### 沖縄県
- 与那城町 - 市町村合併（新設合併）によりうるま市となる
  - うるま市有償バス#平安座総合開発
  - うるま市有償バス#桃原運輸産業 - うるま市発足後すぐに撤退。
- 勝連町 - 市町村合併によりうるま市となる
  - うるま市有償バス#勝連町浜比嘉バス - うるま市発足後すぐに撤退。
- うるま市
  - うるま市有償バス#平安座総合開発 - 同一事業者（車両も同一）のまま乗合バスへ移行。